# I dritti
I dritti è un film del 1957 diretto da Mario Amendola.